# Теста дел Рютор
Те́ста дел Рюто́р / Тет дю Рюто́р (итал. Testa del Rutor, фр. Tête du Rutor) — горный массив в Грайских Альпах в Аостской долине, Италия.
Наивысшая точка — пик Рютор 3486 м. На горе Рютор расположен один из крупнейших ледников в западных Альпах.
На расстоянии примерно в 25км от горы Рютор расположен массив Монблан.

## Название
Слово Рютор является сокращением двух Франкопровансальских слов Tor и  Ruìse, означающих «скалистый пик» и «ледник» соответственно.

## Вторичные пики Теста дел Рютор
- Теста дел Рютор (4810 м)
- Доравиди (итал. Doravidi) (3439 м);
- Бекка дю Лак (франкопров. Becca du Lac) (3396 м);
- Ведет (фр. Vedette) (3332 м);
- Мон Парамон (фр. Mont Paramont) (3300 м);
- Гран Бекка дю Мон (франкопров. Gran Becca du Mont) (3214 м);
- Гранд Ассали (фр. Grande Assaly) (3174 м);

## Туризм
Гора и ледник Рютор являются популярным туристическим местом. Обычно, восхождение на гору начинается либо от городка Ла-Тюйль, расположенного севернее горы, либо от городка Вальгризанш, расположенного южнее горы. От обоих городков идут туристические тропы соответственно к хижинам им. Альбера Деффея ( (фр.) ''refuge Albert Deffeyes'') и Анджели ал Морион ( (фр.) ''refuge des Anges au Morion'').
За последние несколько лет[уточнить] ледник на южном склоне горы стаял и летняя тропа через перевал на северный склон горы исчезла.